# Caravana (álbum)
Caravana es el álbum debut del rapero argentino Wos, lanzado el 4 de octubre de 2019. Producido por Evlay y Peter Ehrlich, el álbum incluye los sencillos «Canguro» y «Melón vino». Caravana destaca por su fusión de géneros que incluyen rap, rock, trap y funk, consolidando la versatilidad artística de Wos en la escena musical argentina.
El álbum se caracteriza por su contenido lírico enfocado en la protesta social y la crítica a las estructuras de poder, temas recurrentes en la obra de Wos. A lo largo de las canciones, el rapero también aborda temáticas más íntimas, como el amor y el desamor, ofreciendo una mirada introspectiva que amplía el rango emocional del álbum.

## Recepción crítica
Caravana recibió elogios de la crítica por su capacidad para combinar géneros y ofrecer una lírica potente y comprometida. El álbum consolidó a Wos como uno de los principales referentes del rap y la música urbana en Argentina, demostrando su habilidad para crear un sonido único mientras explora temas de relevancia social y personal.

## Lista de canciones
| Lista de canciones de Caravana |                 |                  |               |          |  |
| N.º                            | Título          | Escritor(es)     | Productor(es) | Duración |  |
| 1.                             | «CANGURO»       | Wos, Evlay       | Evlay         | 3:29     |  |
| 2.                             | «FRESCO»        | Wos, Nico Cotton | Nico Cotton   | 3:02     |  |
| 3.                             | «PANTANO»       | Wos, Evlay       | Evlay         | 2:35     |  |
| 4.                             | «MELÓN VINO»    | Wos, Evlay       | Evlay         | 3:03     |  |
| 5.                             | «LUZ DELITO»    | Wos, Evlay       | Evlay         | 2:46     |  |
| 6.                             | «OKUPA»         | Wos, Evlay       | Evlay         | 2:27     |  |
| 7.                             | «NO VA A BAJAR» | Wos, Evlay       | Evlay         | 3:31     |  |
| 20:44                          |                 |                  |               |          |  |